# Governo Lars Løkke Rasmussen I
O Governo Lars Løkke Rasmussen I foi um governo de minoria, formado após a demissão do anterior primeiro-ministro Anders Fogh Rasmussen por este ter aceite o cargo de secretário-geral da NATO. Liderado por Lars Løkke Rasmussen, este governo de coligação integrou o Partido Liberal e o Partido Popular Conservador, tendo o apoio parlamentar do Partido Popular Dinamarquês.